# 白馬谷
白馬谷（英語：Vale of White Horse），英國英格蘭東南區域牛津郡的一個非都市郡區（地方第二級區政府），由阿賓登（區議會所在地）、法林登、萬蒂奇等共68個教區構成。理事会的现任领导人是马修·巴伯。
这是一个地理上不同的区域，在伯克希尔丘陵和泰晤士河之间，由青铜时代的阿芬顿·白马来命名。此区成立于1974年4月1日,根据1972年地方政府法案,从阿宾登自治市，万蒂奇市区，阿宾登农村地区，法林登农村地区和伯克希尔的万蒂奇农村地区一部分。该区大致接近南部边境的里奇韦小路，通常被称为“白马谷”。

## 地理
这是奥克河的山谷，一个从阿宾登西部流入泰晤士河的地方。淡水河谷几乎平坦，林木茂盛；其中绿色草地和树叶的伯克希尔丘陵的秃头峰对比丰富，位于南部的侧面。有众多的榆树,这曾经是淡水河谷的一大特色,分别输给了荷兰榆树病。在北部，低脊是从上泰晤士河谷分离，阻碍柔软的侏罗纪的沉积矿床（绿砂，高尔特和基默里奇黏土）后面的硬质科拉利层石灰岩悬崖的山脊，在学术上是一个悬谷；但当地的使用有时会延伸淡水河谷以覆盖科茨沃尔德（北面）和伯克希尔丘陵之间的所有地面。根据地理上的定义，然而，淡水河谷是从两到五英里宽，并通过道路从阿宾登到什里弗纳姆在其头部的距离为18英里。
万蒂奇是唯一在淡水河谷中心的城镇（尽管法林登在西北部的边缘，也是一个“淡水河谷”的城镇），卧在一个避风的空心山脚下，沿着这此外，村庄在淡水河谷比其他地方更不计其数。有众多的泉水从白垩岩丘陵上散发出来，这使得这些定居点在昔日繁荣。

## 城鎮與村莊

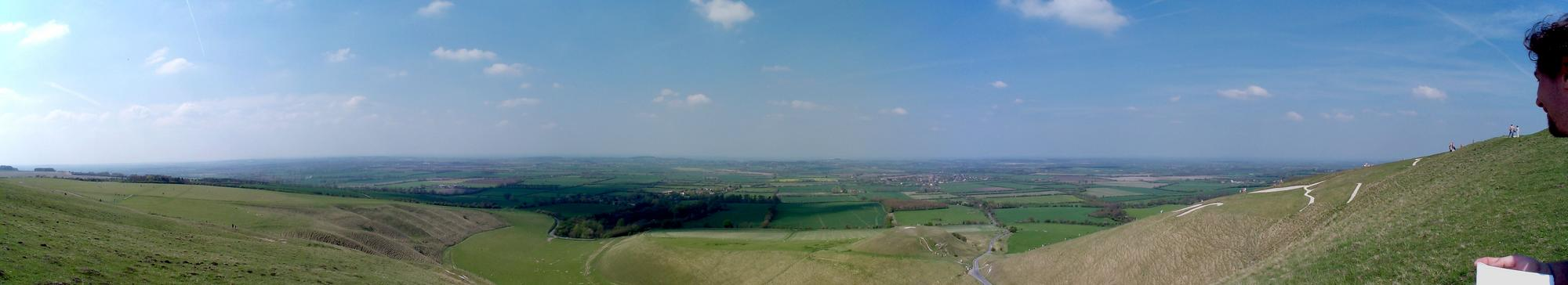
白馬谷全景

51°36′N 1°30′W / 51.6°N 1.5°W
1. ↑  <"Councillor details - Councillor Matthew Barber". Vale of White Horse District Council.>